# Micropanope sexlobata
Micropanope sexlobata är en kräftdjursart som beskrevs av M. J. Rathbun 1906. Micropanope sexlobata ingår i släktet Micropanope och familjen Xanthidae. Inga underarter finns listade i Catalogue of Life.